# Shikaripur
Shikaripur (en canarés: ಶಿಕಾರಿಪುರ ) es una ciudad de la India en el distrito de Shimoga, estado de Karnataka.

## Geografía
Se encuentra a una altitud de 617 m s. n. m. a 340 km de la capital estatal, Bangalore, en la zona horaria UTC +5:30.
Se encuentra entre la tierra llana de Bayaluseeme y los bosques tropicales de Malenadu. 

## Demografía
A partir de 2001 la India censo , [ 2 ] Shikaripur tenía una población de 31.508. Los varones constituyen el 51% de la población y las mujeres el 49%. Shikaripur tiene un índice medio del 71%, superior a la media nacional del 59.5%: la instrucción masculina es el 75% y en el sexo femenino es del 67%. En Shikarpur, el 12% de la población tiene menos de 6 años de edad. El exministro jefe de Karnataka B. S. Yeddyurappa ha sido legislador de esta ciudad desde hace muchos años.
Sobre todo Kurubas , Gudigars , Lingayaths , Lambaanis , havyaks , musulmanes , y otros viven en la ciudad de Shikaripur.
Según estimación 2011 contaba con una población de 36 531 habitantes.

## Turismo
Balligavi es de 20 km de Shikaripur y 80 km de Shimoga . Esta fue la capital de Banavasi Nadu durante el siglo XII. Templo Keshareshwara, Panchalinga templo. Kaithaleshwara y Thripuramthakeshwara templo son conocidos por la belleza arquitectónica.
Bandalike se encuentra a 35 km al norte de Shikaripur. Tiene muchos templos y Basadies. En los templos nos encontraremos con esculturas y escritos de Kadambas y período Rashtrakutas. Shanthinath Basadi, Someshwara Threemurthi y Sahasralinga templos son templos muy importantes y lugar histórico
Uduthadi es de unos 7 km de Shikaripur. Uduthadi es el lugar de nacimiento de Akkamahadevi , el Veerashaiva famosa kannada poetisa. Las ruinas de una antigua fortaleza también se pueden encontrar aquí
Thalagunda está a una distancia de cuatro km de Belligave. Varias inscripciones se encuentran en este templo son Pranshwara la pena visitar. Al este de Thalagunda 'Prabhudeva Gaddige' se encuentra.